# تپه گاور سار ۲
تپه گاور سار ۲ مربوط به عصر مفرغ - دوره اشکانیان است و در شهرستان ازنا، بخش جاپلق، دهستان جاپلق شرقی، ۴۵۰ متری جنوب روستای حسین‌آباد واقع شده و این اثر در تاریخ ۷ اسفند ۱۳۸۶ با شمارهٔ ثبت ۲۱۳۹۷ به‌عنوان یکی از آثار ملی ایران به ثبت رسیده است.